# Жумискерський сільський округ
Жумиске́рський сільський округ (каз. Жұмыскер ауылдық округі, рос. Жумыскерский сельский округ) — колишня адміністративна одиниця у складі Атирауської міської адміністрації Атирауської області Казахстану. Адміністративний центр — село Жумискер.
Населення — 12123 особи (2009; 6695 в 1999).
До 2013 року сільський округ існував як Жумискерська селищна адміністрація. Ліквідований 2018 року через включення усіх населених пунктів округу до міста Атирау.

## Склад
До складу адміністрації входять такі населені пункти:
| Населений пункт | Населення, осіб (1999) | Населення, осіб (2009) |
| --------------- | ---------------------- | ---------------------- |
| Жумискер, село  | 4702                   | 9498                   |
| Рембаза, аул    | 1993                   | 2625                   |